# الساندويتش (فلم)
ساندويتش (بالفرنسية: Le Sandwich) هو فيلم قصير تونسي إخراج المخرج الشاب عتاب عكايشي.
شارك الفيلم في أيام قرطاج السينمائية سنة 2016

## قصة الفيلم
يتحدث الفيلم عن استغلال الأطفال الفقراء للتسول امام مطعم حتى يضطر الزبون طلب وجبة اضافية للاطفال وعلما ان الأطفال يستعملهم صاحب المطعم ليتحيل على الزبائن من أجل مظاعفت ارباحه